# Choras (distrito)
Choras é um distrito do Peru, departamento de Huánuco, localizada na província de Yarowilca.

## Transporte
O distrito de Choras é servido pela seguinte rodovia:
- HU-110, que liga a cidade de San Miguel de Cauri ao distrito de Chavinillo
- PE-3N, que liga o distrito de La Oroya (Região de Junín) à Puerto Vado Grande (Fronteira Equador-Peru) no distrito de Ayabaca (Região de Piura) [1][2][3]